# Vetenskapsåret 1935

## Händelser

### Allmänt
- 15 september - Nazityskland antar Nürnberglagarna, som utesluter judar från medborgarskap och offentliga ämbeten, däribland professurer.

### Fysik
- Okänt datum - Albert Einstein, Boris Podolsky och Nathan Rosen publicerar EPR-paradoxen.
- Okänt datum - Fysikaliska institutet vid Universitetet i Heidelberg döps om till Philipp-Lenard-Institut.

### Geologi
- Okänt datum - Charles Richter utarbetar Richterskalan för att jämföra magnituden av jordbävningar.

### Medicin
- 23 november - J. and Th. Tréfouël, D. Bovet och F. Nitti, upptäcker i Ernest Fourneaus laboratirum i Pasteur Institute i Paris, att sulfanilamide är den aktiva komponenten av Prontosil.[1]

## Pristagare
- Bigsbymedaljen: Herbert Harold Reading [2]
- Copleymedaljen: Charles Thomson Rees Wilson
- De Morgan-medaljen: Edmund Taylor Whittaker
- Nobelpriset: [3]
  - Fysik: James Chadwick
  - Kemi: Frédéric Joliot-Curie, Irène Joliot-Curie
  - Fysiologi/medicin: Hans Spemann
- Penrosemedaljen: Reginald Aldworth Daly
- Wollastonmedaljen: John Smith Flett [4]

## Födda
- 25 februari - Oktay Sinanoğlu, turkisk forskare inom teoretisk kemi och molekylärbiologi
- 1 november - John Pohlman, svensk meteorolog

## Avlidna
- 16 mars, John Macleod, nobelpristagare i fysiologi/medicin

### Fotnoter
1. ↑  J. et T. Tréfouël, F. Nitti et D. Bovet, "Activité du p-aminophénylsulfamide sur l’infection streptococcique expérimentale de la souris et du lapin", C. R. Soc. Biol., 120, 23 november 1935, p. 756
2. ↑  ”Geological Society”. Arkiverad från originalet den 5 juni 2011. https://web.archive.org/web/20110605101836/http://www.geolsoc.org.uk/gsl/society/history/page753.html. Läst 13 april 2011.
3. ↑  ”Nobelpriset”. http://nobelprize.org/nobel_prizes/lists/all/index.html. Läst 10 april 2011.
4. ↑  ”Geological Society”. Arkiverad från originalet den 5 juni 2011. https://web.archive.org/web/20110605102217/http://www.geolsoc.org.uk/gsl/society/history/page750.html. Läst 14 april 2011.